# Wade Hampton II.
Wade Hampton II. (* 21. April 1791 im Issaquena County, Mississippi; † 10. Februar 1858 ebenda) war einer der reichsten Plantagenbesitzer in South Carolina und Offizier im Britisch-Amerikanischen Krieg 1812–1815.

## Leben
Wade Hampton II. entstammte einer der reichsten Familien in South Carolina. Sein Vater Wade Hampton I. war ein bekannter amerikanischer Politiker, Held des Unabhängigkeitskrieges und General im Krieg von 1812. Zudem galt er als reichster Plantagenbesitzer der USA und besaß mehr als 3000 Sklaven. Auch Wade Hampton II. wurde Soldat und kämpfte im Krieg von 1812. Im Jahr 1815 diente er während der Schlacht von New Orleans im Stab von General Andrew Jackson als Inspector General.
Nach dem Tod des Vaters im Jahr 1835 erbte er einen großen Teil von dessen Vermögen. Sein Herrensitz Millwood in Columbia wurde durch seine Schönheit und Eleganz bekannt. Eine seiner Schwestern war mit Gouverneur Richard Irvine Manning verheiratet. Er selbst heiratete 1817 Ann Fitzsimmons, wodurch er später den Politiker James Henry Hammond zum Schwippschwager erhielt. Der Ehe entsprang auch der spätere General der Konföderierten und Gouverneur von South Carolina, Wade Hampton III.
Wade Hampton II. starb 1858. Er galt wie sein Vater als ein klassischer Vertreter der Südstaatenaristokratie vor dem Sezessionskrieg.